# Bangladesh i olympiska sommarspelen 2000
Bangladesh deltog i de olympiska sommarspelen 2000 med en trupp bestående av fem deltagare, två män och tre kvinnor, men ingen av landets deltagare erövrade någon medalj.

## Friidrott
Herrarnas 200 meter
- Mohammad Mahabub Alam
  1. Omgång 1 — DNF (→ gick inte vidare)

Damernas 100 meter
- Foujia Huda
  1. Omgång 1 — 12,75 (→ gick inte vidare, 72:a plats)